# Westminsteri Egyetem
A Westminsteri Egyetem egy nyilvános kutatóegyetem Londonban. Elődintézményét a Royal Polytechnic Institution-t 1838-ban alapították, ez volt az első műszaki főiskola az Egyesült Királyságban. A Westminsteri Egyetem 1992-ben nyerte el az egyetemi státuszt.
Székhelye és eredeti egyeteme a Regent Street-en található Közép-Londonban, Westminster városában, további egyetemek vannak még Fitzroviában, Marylebone-ban, és Harrow-ban. Továbbá üzemeltetik a Westminsteri Nemzetközi Egyetem Taskentben szervezetet.
Az egyetemi tevékenység hét egyetemi karra és iskolára szerveződik, ezen belül körülbelül 45 részleg van. Az egyetemnek számtalan központja van. A kutatásnak mindegyik részlegben jelen van, köztük a Kommunikáció és Média Kutatás Intézet, kutatásukat a Globális Top 40-ben minősítették a QS Világ Egyeteme Rangsorolása alapján. Westminster keresete 170.4 millió £ volt 2012/13-ban, amiből 4.5 milliója a kutatás ösztöndíjai és a szerződésekből származik.
Westminster az Állami Egyetemek Szövetsége, az MBA-k Szövetsége, EFMD-nek, az Európai Egyetemek Szövetsége és az Egyesült Királyság Egyetemeinek tagja.